# Tachardiella cordaliae
Tachardiella cordaliae är en insektsart som först beskrevs av Leonardi 1911.  Tachardiella cordaliae ingår i släktet Tachardiella och familjen Kerriidae. Inga underarter finns listade i Catalogue of Life.